# مدرسة المعهد العربي
مدرسة المعهد العربي مدرسة ثانوية فلسطينية في محافظة القدس في بلدة أبوديس. رافد من روافد التربية والتعليم في بيت المقدس، فهو منذ تأسيسه عام 1967م يقدم خدماته التعليمية والتربوية على المستويين الأساسي والثانوي وفق أحدث الوسائل والطرق، وهو إلى جانب تقديمه خدمات أكاديمية للطلاب عبر نخبة من المدرسين الأكْفاء يحتضن عدداً من الطلبة الأيتام في القسم الداخلي للمعهد.

## تاريخ
تأسست المدرسة عام 1967م، ثم تطور جزء منها إلى كلية العلوم والتكنولوجيا، ثم إلى جامعة القدس، مع بقاء المدرسة فعالة.
في عام 1957م تنادى عددٌ من الرجال في دولة الكويت ممن ساءهم ماحل بالشعب الفلسطيني من تشريد لأبنائه وازدياد عدد أبناء الشهداء والمعوزين و اللاجئين وقرروا تشكيل مجلس أمناء لرعاية هؤلاء الأبناء عبر مؤسسة تعليمية تهدف إلى تأهيلهم ليكونوا مواطنين صالحين نافعين، وقد اختيرت مدينة القدس لتحتضن هذا الصرح الأكاديمي.
و قد وقع الاختيار على بلدة أبو ديس، تلك البلدة التي لا تبعد سوى بضعة كيلو مترات عن مركز مدينة القدس بعد أن تبرع أهل هذه البلدة بمساحة واسعة من أراضيهم تكفل إقامة هذا الصرح، وبدأت المسيرة ببناءٍ من طابقين ومنامة للقسم الداخلي وأصبح المعهد جاهزاً لاستقبال الطلبة في عام 1967م.
وما أن تم التدشين حتى نشبت حرب حزيران عام 1967م فسارعت اللجنة المؤسسة إلى بدء العام الدراسي فيه خشية ضياع المبنى والمشروع، فاستجلبت طلاباً من المشروع الإنشائي في أريحا ليعمّروه حتى لا يقع تحت استيلاء قوات الاحتلال الإسرائيلية.
و بدأت رحلة التلعليم، وانفتحت بوابات المعهد لأول مرة في 1 أيلول 1967م لتستقبل الطلبة من كافة قرى ومدن و مخيمات فلسطين لتبدأ مسيرة الخير في رعاية النشئ من الصف السابع وحتى يتقدموا لامتحان شهادة الدراسة الثانوية العامة، و قد بلغ عدد الأفواج المتخرجة من المعهد حتى نهاية عام 2015م خمسة وأربعين فوجاً يرفدون المجتمع الفلسطيني في كل مواقعه ويتبوؤن مكانة علمية مرموقة.

## مرافق المعهد
يتكون مبنى المعهد من طابقين ويحتوي على خمس عشرة غرفة للتدريس من الصف السابع الأساسي وحتى الصف الثاني الثانوي بفرعيه الأدبي والعلمي، يضاف إليها غرفة للحاسوب وغرفة للنشاطات الفنية ومختبر العلوم وغرفة الهيئة التدريسية وقد أضيف إلى المعهد في عام 2002 مبنى جديد يحوي غرفة الإدارة والمحاسب ومكتب شؤون الطلبة ومقسم الاستعلامات ويعلو كل هذه المرافق مكتبة وساحة للنشاط الرياضي، بالإضافة إلى الدورات الصحية والعيادة حديثة الإنشاء، ,المبنى الخاص بطلبة القسم الداخلي.
ارتأى المعهد العربي أن يدعم الجانب النظري بالجانب العلمي لمواكبة التكنولوجيا المتطورة، فأعد حجرة مخبرية وعيّن مشرفاً عليها، وقام فريق المختبر بإحضار وسائل إيضاح وأدوات وأجهزة مختلفة في حقول الفيزياء والكيمياء والأحياء. ويقوم معلمو العلوم المختلفة بالشرح الوافي للمادة النظرية أولاً ثم يتم عرض وسيلة الإيضاح المناسبة أو التجربة الملائمة وبعد ذلك يقوم الطلبة بإعداد تقرير مخبري معد بالأسلوب العلمي.
انشأت المدرسة ورشة عمل خاصة لإعداد التجارب المخبرية ووسائل الإيضاح المختلفة، يقوم الطلبة بالعمل فيها لإنتاج ما يلائم المادة العلمية التي يدرسونها، وفي كل عام يتم إعداد مجموعة وسائل إيضاح وتجارب مخبرية من خامات البيئة المحلية ويتم عرضها في «اليوم المفتوح».
وحتى يبقى الطلبة على تواصل مع الكتاب، ومع الجديد دائماً، تم الانتهاء من المبنى الجديد للمكتبة عام 2006، كانت المكتبة سابقاً في الجهة الغربية من المدرسة لكنه تم ضمها لجامعة القدس . وهناك مشرف متفرغ لشؤون المكتبة وحصة أسبوعية للمطالعة الحرة للطلبة.
المعهد من أوائل المدارس التي اعتمدت تدريس مساق الحاسوب حيث بدأ استخدام الحاسوب منذ العام 1983م، وطرحت حصته الأسبوعية منذ ذلك الوقت، ويتم تحديث مختبر الحاسوب كل عدة أعوام وهو اليوم مزود بثلاثين جهازاً بواقع جهاز لكل طالب أثناء الحصة التدريسية ومتصل بشبكة الانترنت، ويعمل أستاذ متخصص على تدريس الطلبة وصيانة الأجهزة.
والنشاط الفني كالرسم والنحت والتصوير والفنون الجميلة لا تتم في الفصول المدرسية فهناك غرفة كبيرة مزودة بالوسائل والأدوات الفنية لتنمية أذواق الطلبة وإطلاق الحرية لإبداعاتهم ومواهبهم ضمن حصة النشاط الفني والمهني، وقد نجح طلاب المعهد في إقامة العديد من المعارض الفنية لإنتاجهم الفني، ويشرف على مَشغل التربية الفنية أستاذ متخصص.

### السكن الداخلي
مأوى الطلاب الايتام مزود بمختلف التجهيزات التي يحتويها أي بيت. صالة نوم كبيرة تستوعب 100 سرير وخزانات خاصة بالطلاب، وقاعة للنشاط وأخرى للمطالعة. ويتناول الطلاب وجبات الطعام الثلاث في مطبخ المعهد وهو معدّ وفق أحدث الشروط والوسائل الصحية، وتم ترميمه وتحديثه مع بداية عام 1998م وبتمويل من صندوق الإنماء الاقتصادي والاجتماعي في الكويت. يحظى طلاب القسم الداخلي بالرعاية الكاملة من قبل مسؤولي المعهد، وتقدم لهم كافة الخدمات بما فيها مصروف اسبوعي نقدي وتؤمن لهم الملابس والقرطاسية وكل مايحتاجون، إضافة إلى تنظيم رحلات علمية وترفيهية لهم .